# Lluis Marin Tarroch
Lluis Marin Tarroch (Andorra la Vella, 12 oktober 1988) is een Andorrees snowboarder. Hij vertegenwoordigde Andorra op de Olympische Winterspelen 2010 in Vancouver, op de Olympische Winterspelen 2014 in Sotsji en op de Olympische Winterspelen 2018 in Pyeongchang. In 2010 was hij tevens de vlaggendrager voor Andorra.

## Carrière
Marin Tarroch maakte zijn wereldbekerdebuut in september 2008 in Chapelco. Drie maanden later scoorde hij in Arosa zijn eerste wereldbekerpunten. Op de FIS wereldkampioenschappen snowboarden 2009 in Gangwon eindigde de Andorrees als vijftiende op de snowboardcross. Tijdens de Olympische Winterspelen van 2010 in Vancouver eindigde de Andorrees als vierendertigste op de snowboardcross. Hij slaagde er niet in om zich voor de tweede ronde te kwalificeren.
In februari 2012 behaalde Marin Tarroch in Blue Mountain zijn eerste toptienklassering in een wereldbekerwedstrijd. In Chiesa in Valmalenco stond hij op 16 maart 2012 voor de eerste maal in zijn carrière op het podium van een wereldbekerwedstrijd. Op de FIS wereldkampioenschappen snowboarden 2013 in Stoneham eindigde Marin Tarroch als 21e op de snowboardcross. Tijdens de Olympische Winterspelen van 2014 in Sotsji eindigde de Andorrees als 25e op het onderdeel snowboardcross.
In Kreischberg nam Marin Tarroch deel aan de FIS wereldkampioenschappen snowboarden 2015. Op dit toernooi eindigde hij als achtste op de snowboardcross. Op de FIS wereldkampioenschappen snowboarden 2017 in de Spaanse Sierra Nevada eindigde hij als 28e op het onderdeel snowboardcross. Tijdens de Olympische Winterspelen van 2018 in Pyeongchang eindigde de Andorrees als 34e op de snowboardcross.
In Park City nam Marin Tarroch deel aan de FIS wereldkampioenschappen snowboarden 2019. Op dit toernooi eindigde hij als veertiende op de snowboardcross.

## Resultaten

### Olympische Winterspelen
| Jaar | Plaats      | Resultaten         |
| ---- | ----------- | ------------------ |
| 2010 | Vancouver   | 34e Snowboardcross |
| 2014 | Sotsji      | 25e Snowboardcross |
| 2018 | Pyeongchang | 34e Snowboardcross |

### Wereldkampioenschappen
| Jaar | Plaats        | Resultaten         |
| ---- | ------------- | ------------------ |
| 2009 | Gangwon       | 15e Snowboardcross |
| 2013 | Stoneham      | 21e Snowboardcross |
| 2015 | Kreischberg   | 8e Snowboardcross  |
| 2017 | Sierra Nevada | 28e Snowboardcross |
| 2019 | Park City     | 14e Snowboardcross |

### Wereldbeker
Eindklasseringen
| Seizoen   | Algm | SBX |
| --------- | ---- | --- |
| 2008/2009 | 231e | 53e |
| 2009/2010 | 236e | 56e |
| 2010/2011 | 72e  | 37e |
| 2011/2012 | —    | 15e |
| 2012/2013 | —    | 27e |
| 2013/2014 | —    | 23e |
| 2014/2015 | —    | 12e |
| 2015/2016 | —    | 8e  |
| 2016/2017 | —    | 23e |
| 2017/2018 | —    | 54e |